# Leptostomias macronema
Leptostomias macronema es una especie de pez de la familia Stomiidae en el orden de los Stomiiformes.

## Hábitat
Es un pez de mar y de aguas  tropicales que vive entre 100-825 m de profundidad.

## Distribución geográfica
Se encuentran en las Islas Hawái.